# 吉野川市立高越小学校
吉野川市立高越小学校（よしのがわしりつ こうつしょうがっこう）は、徳島県吉野川市山川町にある公立の小学校。

## 概要
卒業後は吉野川市立山川中学校へ進学する。

### 校歌
高越小学校校歌
- 作詞・作曲 : 堀内佳

## 沿革
- 2018年（平成30年）4月1日 - 吉野川市立川田小学校・吉野川市立川田中小学校・吉野川市立川田西小学校・吉野川市立種野小学校の4校が合併し開校[1]。

## 通学区域が隣接している学校
- 吉野川市立山瀬小学校
- 吉野川市立学島小学校
- 吉野川市立川島小学校
- 吉野川市立飯尾敷地小学校
- 神山町立神領小学校
- 美馬市立木屋平小学校
- 美馬市立穴吹小学校
- 美馬市立江原南小学校
- 阿波市立林小学校
- 阿波市立伊沢小学校
- 神山町立広野小学校と隣接しているかは不明。[要検証 – ノート]